# 현절사 제향
현절사 제향(顯節祠 祭享)은 경기도 광주시 남한산성면 산성리, 남한산성 현절사에서 매년 음력 9월 10일(양력 10월 20일)에 행하여 지는 배향이다. 고종 8년(1871년) 전국의 서원 및 사당에 대한 대대적인 철폐 때에도 제외되어 지금까지 존속되고 있으며 매년 음력 9월 10일(양력 10월 20일)에 배향한다. 봄에는 하남시에서, 가을에는 광주시에서 문화원을 통해 지원을 하고 있으며 진행은 각 유도회에서 맡고 있다. 2008년 4월 21일 광주시의 향토문화유산 제2호로 지정되었다.

## 개요
현절사는 병자호란 때 척화를 주장하다 청에 끌려가 갖은 곤욕을 당한 후 참형에 처해진 오달제∙윤집∙홍익한 등 삼학사의 넋을 위로하기 위해 1688년(숙종 14년) 남한산성 내에 세운 사당이다. 1693년 현절사로 사액되었으며, 1700년 척화대신이었던 김상헌과 정온을 함께 배향하면서 현 장소로 옮겨지었다.
제향은 원래 2월과 8월 중정(中丁)일에 올렸으나, 지금은 매년 봄에는 하남시에서, 가을에는 광주시에서 음력 9월 10일에 제향을 올린다. 숭렬전 제향보다 격을 낮추어 하나 제복이나 제기, 제물, 제관 등에서 큰 차이가 없다. 제물은 찹쌀, 멥쌀, 기장 등의 곡물과 미나리, 도라지, 부추, 죽순, 청저 등의 채소, 마른조기, 대구포, 소고기, 어포 등의 어육류, 밤, 호도, 잣, 은행 등을 올린다. 요즘에는 죽순 대신 고사리를 쓴다. 숭렬전과 조리 방법은 같은데, 토끼와 절인 소고기가 없다. 과일은 쓰지 않는다. 축문과 홀기, 분정기, 진설도 등은 현절사 총무가 관리하고 있다. 숭렬전 제향과 행례절차는 같다. 제에는 누구나 참석할 수 있다.

## 같이 보기
- 남한산성
- 현절사
- 병자호란
- 삼학사
- 숭렬전 제향

## 참고 문헌
- 『충렬공유고』
- 『광주시 향토문화유산지정 조사보고서』(2007)